# Permissive Action Link

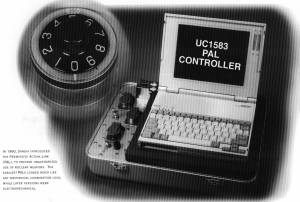
Eine externe PAL-Kontrolleinheit. Sie kostete ursprünglich 290.000 US-Dollar, bevor die Stückkosten schließlich signifikant reduziert werden konnten.

Permissive Action Link (PAL) ist die Bezeichnung einer US-amerikanischen Sicherheitsvorrichtung für Atomwaffen, die deren ungewollte Detonation bei Unfällen oder Missbrauch verhindern soll. Dabei schützt ein geheimer PAL-Code, der die Waffe scharfschalten kann, vor einer Zündung durch Flugzeugabstürze, Blitzeinschläge, Feuer, Explosionen oder durch unautorisierte Personen wie etwa Dissidenten innerhalb der Streitkräfte oder Terroristen. Ebenso verhindert das System die Überbrückung von Schaltkreisen und andere Manipulationen an der Atomwaffe. Das Verteidigungsministerium der Vereinigten Staaten definiert PALs wie folgt:

„Eine integrierte oder extern angebrachte Vorrichtung an einem nuklearen Waffensystem, die das Scharfschalten und/oder Abfeuern dessen verhindert, bis die Eingabe eines vorher festgelegten Einzelcodes oder einer Code-Kombination erfolgt. Unter Umständen beinhaltet sie Anlagen und Verkabelungen, die sich außerhalb der Waffe oder des Waffensystems befinden, um Komponenten innerhalb der Waffe oder des Waffensystems zu aktivieren.“

Technische Details der PAL-Systeme unterliegen der Geheimhaltung. Durch Weiterentwicklungen und den allgemeinen technischen Fortschritt in den letzten Jahrzehnten gibt es inzwischen verschiedene Ansätze und Umsetzungen in der Konstruktion. Alle Systeme basieren jedoch auf dem Grundsatz, dass die Waffe ohne die Eingabe eines Codes nicht zur Detonation gebracht werden kann.

## Geschichte

### Ausgangslage

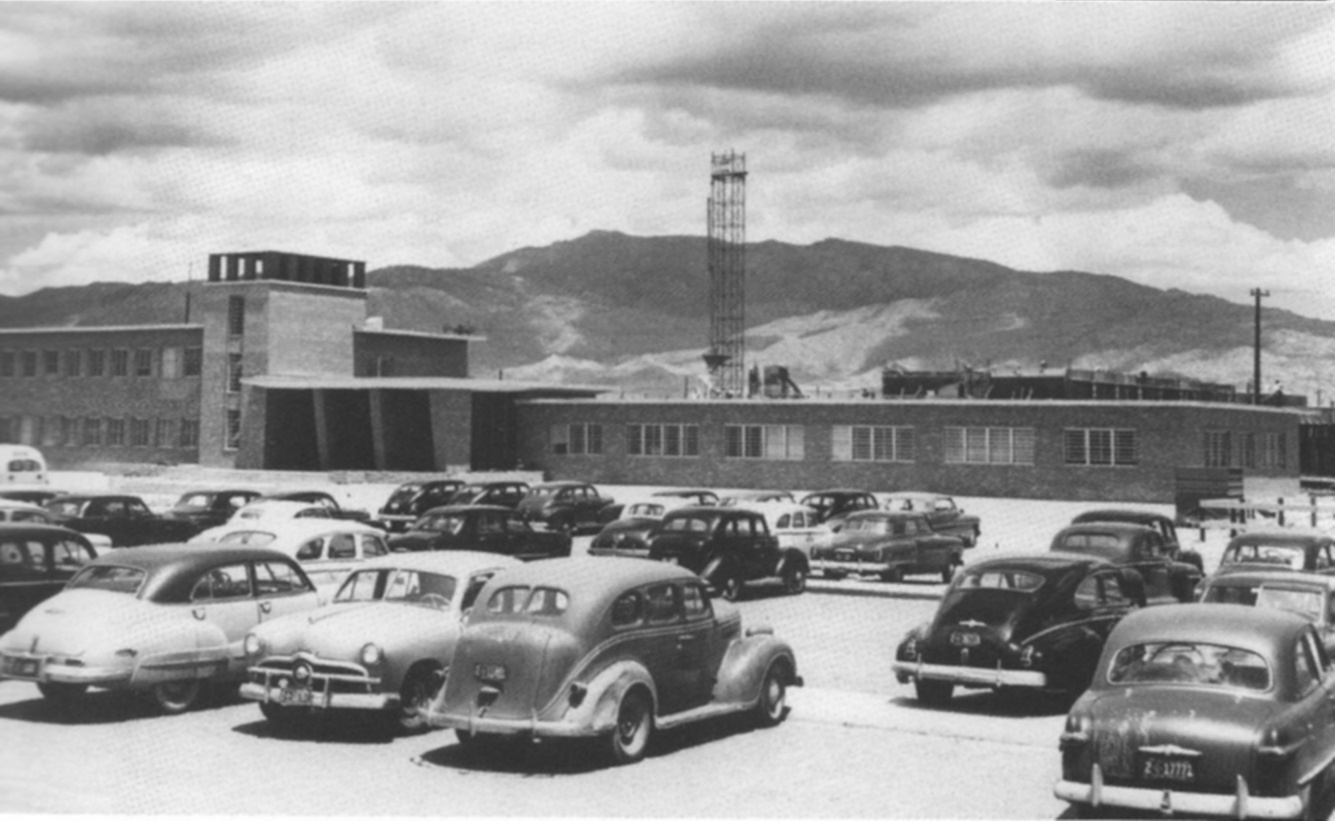
Die Sandia National Laboratories waren von Beginn an maßgeblich an der Entwicklung der PALs beteiligt

Die Entwicklung der ersten Permissive Action Links war ein schrittweiser Prozess zwischen 1945 und den frühen 1960er-Jahren. Einen wichtigen Punkt bildete dabei das Jahr 1953: In jenem Jahr unterzeichneten die United States Atomic Energy Commission (AEC) und das Verteidigungsministerium das Missiles and Rockets Agreement, eine Vereinbarung, die für die zukünftige Entwicklung der PALs bedeutungsvoll war. Ausgesuchte Labore sollten unter der Aufsicht der AEC nukleare Sprengköpfe entwickeln und herstellen, während die Verantwortung über den Einsatz und die Stationierung beim Militär blieb. Den Laboren wurde es außerdem freigestellt, eigene Forschung im Bereich der Waffenkontrolle und -sicherung zu betreiben. Der Hintergedanke dabei war, dass – falls sich die Regierung jemals für eine solche Sicherheitsvorrichtung interessieren sollte – die Forschung und Entwicklung von Prototypen bereits fortgeschritten sei. Anfang der 1960er-Jahre wuchs schließlich der Bedarf an einem derartigen System. Dafür gab es vor allem zwei Gründe.
Technologisch gesehen wurden die Nuklearwaffen in der Konstruktion immer ausgefeilter und in der Bedienung einfacher. Es war keine umständliche und lang andauernde Vorbereitung mehr nötig; die neuen Sprengköpfe konnten schnell scharfgeschaltet werden und ihre Anzahl vermehrte sich monatlich. Es wurde eine neue Form von Kontrolle nötig, um unautorisierte Nutzung zu verhindern. Dabei dachte die US-Regierung zu Beginn der 1960er-Jahre, als der Kalte Krieg sich fortwährend zuspitzte, weniger an abtrünnige amerikanische Offiziere, die sich eigenständig machen würden, als vielmehr an die Kommandanten des Strategic Air Command (SAC). Ohne ein Absicherungssystem lag die volle Kontrolle über einen Großteil der nuklearen Waffensysteme in ihrer Hand, und nicht jedem General wurde ein ruhiges Händchen und Besonnenheit im Hinblick auf den Ost-West-Konflikt nachgesagt.

“I used to worry about General Power. I used to worry that General Power was not stable. I used to worry about the fact that he had control over so many weapons and weapon systems and could, under certain conditions, launch the force. Back in the days before we had real positive control [i.e., PAL locks], SAC had the power to do a lot of things, and it was in his hands, and he knew it.”

„Ich sorgte mich um General Power. Ich sorgte mich darum, dass General Power nicht krisenfest war. Ich sorgte mich um die Tatsache, dass er die Kontrolle über so viele Waffen und Waffensysteme hatte und diese Streitmacht, unter gewissen Umständen, in Bewegung setzen konnte. Damals in jenen Tagen, bevor wir echte ausführende Kontrolle [d. h. PAL-Schlösser] hatten, hatte SAC die Macht, eine Menge Dinge zu tun, und es lag in seinen Händen, und er wusste das.“

Politisch gesehen war ein weiterer und weitaus dringenderer Grund die Tatsache, dass unter dem Schutz der NATO verschiedene amerikanische Atomwaffen auf ausländischem Territorium stationiert waren und somit zumindest teilweise unter der Kontrolle von anderen Staaten standen (nukleare Teilhabe). Besonders für den Kongress war dieser Umstand sehr besorgniserregend, abgesehen davon, dass es gegen geltendes US-Recht verstieß. Hinzu kam noch, dass manche der Verbündeten als potentiell instabil angesehen wurden, darunter Deutschland und die Türkei. Es gab erhebliche Bedenken, dass sich das Militär eines dieser Länder über die Anweisungen der zivilen Führerschaft hinwegsetzen könnte. Zudem gingen die USA davon aus, dass im Falle eines Krieges Teile Westdeutschlands schon früh überrannt und so Atomwaffen in die Hände der Sowjets fallen würden.
Lange Zeit widersetzte sich das US-Militär dem Einsatz von PALs. Es befürchtete den Verlust von Eigenständigkeit und fürchtete Fehlfunktionen, die in Krisenzeiten alle nuklearen Sprengköpfe außer Gefecht setzen könnten. Doch die Vorteile überwogen letztendlich die Nachteile: Dank der PALs konnten die Waffen zum einen in größerem Umfang in Europa verteilt werden, um so eine schnelle und gezielte Zerstörung oder Eroberung durch den Ostblock zu verhindern, zum anderen wurde trotzdem die Kontrolle über sie behalten.

### Entwicklung und Verbreitung
Die Vorläufer der Permissive Action Links waren einfache mechanische Schlösser, die in den Steuerungssystemen der Kernwaffen eingelassen waren. Dort konnten sie ihre Funktion auf verschiedene Weisen erfüllen: Einige blockierten den Hohlraum, in den Abschuss-Komponenten eingesetzt werden mussten, andere blockierten Stromkreise, und manche verhinderten ganz einfach den Zugang zum Bedienfeld. Testweise baute man diese Mechanismen bereits 1959 in einigen in Europa stationierten Kernwaffen ein.
Die Arbeiten an PAL-Prototypen blieben bis 1960 auf niedrigem Niveau. Den Sandia National Laboratories (SNL) war es bis dato dennoch gelungen, eine Anzahl an neuen Zahlenschlössern zu entwickeln, die auf verschiedene Waffentypen anpassbar waren. Im Frühling 1961 gab es eine Reihe von Anhörungen im US-Kongress, bei denen Sandia den Prototyp eines speziellen elektromechanischen Schlosses vorstellte, das damals noch als „Proscribed Action Link“ bezeichnet wurde. Die militärische Führung stellte allerdings bald fest, dass dieser Terminus den Effekt hatte, Offiziere psychologisch vom Waffengebrauch eher abzuhalten (proscribed = „geächtet“/„verboten“), und änderte die Bedeutung von PAL auf „Permissive Action Link“ (permissive = „erlaubend“/„zulassend“).

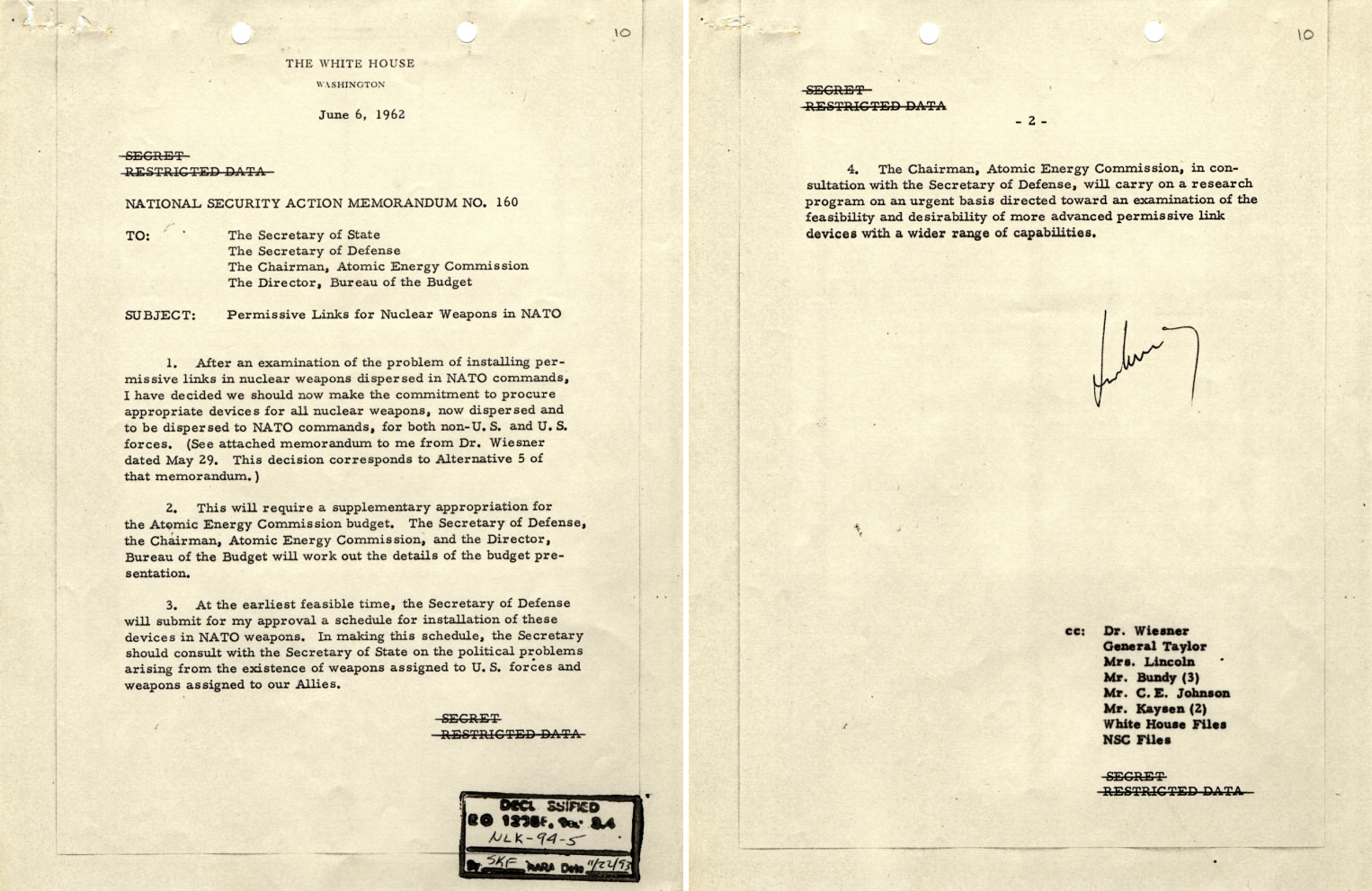
Anordnung über die PAL-Einführung für alle US-Atomwaffen unter NATO-Kommando

Im Juni 1962 unterzeichnete Präsident John F. Kennedy das National Security Action Memorandum 160 (NSAM 160). Dabei handelte es sich um eine präsidentielle Direktive, in der die Installation von PALs in allen US-Nuklearwaffen in Europa angeordnet wurde. Alle anderen amerikanischen Nuklearwaffen waren davon vorerst ausgenommen. Die Umrüstung dauerte bis September 1962 und kostete 23 Mio. US-Dollar (2025: ca. 206 Mio. US-Dollar). Das Strategic Air Command in Omaha machte sich unterdessen darüber Sorgen, dass im Ernstfall die Codes nicht verfügbar wären, und entschied stillschweigend, sie auf „00000000“ zu setzen. Diese Kombination blieb bis 1977 gültig.
Die vollständige Umrüstung auf PAL-Systeme verlief dagegen relativ schleppend. 1974 stellte der amerikanische Verteidigungsminister James Schlesinger fest, dass eine Vielzahl an taktischen Atomwaffen noch immer nicht mit Permissive Action Links ausgerüstet waren, obwohl die Technologie nun bereits seit geraumer Zeit zur Verfügung stand. Es dauerte noch zwei weitere Jahre, bis alle taktischen Atomwaffen vollständig mit PALs ausgestattet waren. Im Jahre 1981, fast 20 Jahre nach Erfindung der PALs, waren jedoch noch gut die Hälfte der US-Nuklearwaffen mit mechanischen Schlössern ausgestattet. Erst 1987 waren sie vollständig ersetzt.

### Modernisierung und Gegenwart
Über die Jahre hinweg wurden die Permissive Action Links stetig weiterentwickelt und gewartet. Im Jahr 2002 ersetzte man Teile der alten B61-Atombomben durch neue Systeme, um die Sicherheit und Zuverlässigkeit zu erhöhen und die Waffen noch bis mindestens 2025 im Dienst zu behalten.

#### Code Management System
1995 begann die Entwicklung des Code Management System (CMS). Das CMS vereinfachte die Kontrolle und Logistik für das Personal und verbesserte die Flexibilität und Geschwindigkeit beim Warten und Scharfschalten der Waffen. Verschiedene Codes konnten genutzt werden, um PAL-Schlüssel neu zu programmieren, die Waffe zu sperren und allgemein zu handhaben, während die Geheimhaltung und Gültigkeit von Einsatzcodes sichergestellt blieb.
Insgesamt bestand das CMS aus vierzehn neuen Produkten, davon neun Software- und fünf Hardware-Produkten. Die Software wurde in den Sandia National Laboratories entwickelt und enthielt ungefähr 160.000 Zeilen Programmcode (260.000 mit Kommentaren). Die Hardware fertigte die National Nuclear Security Administration an.
Das CMS war erstmals im November 2001 vollständig einsatzbereit. Ein Teil des Systems, ein spezieller Kryptografie-Prozessor, wurde jedoch schon 1997 in die Waffen eingebaut, um einem möglichen Jahr-2000-Problem vorzubeugen. Bis zum Frühjahr 2004 waren schließlich alle PAL-Systeme mit dem Code Management System ausgestattet. Es bildet damit gegenwärtig den allgemeinen Grundstock für zukünftige Hard- und Softwareverbesserungen an den Permissive Action Links.

## Funktionsumfang
Permissive Action Links werden von wartungsarmen Radionuklidbatterien mit Energie versorgt. Statt auf chemischer Basis wie bei einer herkömmlichen Batterie arbeiten diese mit dem Alphazerfall des stabilen Plutonium-Isotops 238Pu. Obwohl dessen Halbwertszeit 87,7 Jahre beträgt, liegt die tatsächliche Lebenszeit der Radioisotopengeneratoren darunter. Sie wird durch die langsame Ansammlung von Helium begrenzt, das als Produkt des Alphazerfalls nach einigen Jahrzehnten einen schädigenden Überdruck aufbaut.
PALs sind zudem direkt oder indirekt mit einer Reihe von Sicherheitsmaßnahmen verknüpft, die zusammen ein umfangreiches Sicherheitspaket bilden. Allgemein sind die PAL-Systeme dreidimensional gebaut, d. h. mit Komponenten sowohl an als auch tief in der Waffe. Dadurch ist es nahezu unmöglich, das System zu überbrücken.

“Bypassing a PAL should be, as one weapons designer graphically put it, about as complex as performing a tonsillectomy while entering the patient from the wrong end.”

„Ein PAL zu umgehen sollte, wie ein Waffenentwickler bildlich sagte, ungefähr genau so kompliziert sein wie eine Mandelentfernung, bei der man den Patienten vom falschen Ende aus operiert.“

### Zwei-Mann-Regel
Moderne PALs nutzen die Zwei-Mann-Regel (engl. two-man rule). Das bedeutet, dass im Falle eines Befehls zu einem Atomschlag zwei Personen für die Durchführung vonnöten sind. So müssen auf einem Strategischen Raketen-U-Boot (SSBN) sowohl der Commanding Officer (CO) als auch der Executive Officer (XO) den Angriffsbefehl bestätigen: Jeder der beiden hat einen eigenen Safecode oder -schlüssel, die zusammen den Zugriff auf die Authentifizierungscodes freigeben. In ICBM-Raketensilos übernehmen der Crew Commander und der Deputy Crew Commander diese Aufgabe. Für den Start müssen sie zudem jeder – mit beiden Händen – zwei Zündschlüssel gleichzeitig (damit insgesamt vier Zündschalter) betätigen.

### Stärke-Schwäche-Prinzip
Ein weiterer Mechanismus, der eine unbeabsichtigte Detonation verhindert, basiert auf dem Stärke-Schwäche-Prinzip (englisch strong link/weak link). Der starke Teil ist die elektrische Isolation des Detonationssystems. Es befindet sich in einer exklusiven Zone innerhalb der Waffe und ist durch einen motorisierten Schalter vom elektrischen Stromkreislauf abgetrennt. Erst wenn diese Brücke geschlossen wird, kann die Waffe scharfgeschaltet werden.
Um zu verhindern, dass im Falle eines Unfalls die exklusive Zone beschädigt und dadurch doch noch eine Detonation ausgelöst wird, sind kritische Komponenten des Detonationssystems absichtlich schwach entworfen. Das bedeutet, dass sie unumkehrbar ausfallen, wenn sie außergewöhnlichen Einflüssen (wie etwa Hitze, starker Beschleunigung o. Ä.) ausgesetzt werden. Dies können zum Beispiel Kondensatoren sein, die schon bei relativ niedrigen Temperaturen durchbrennen.

### Kritische Signalerkennung

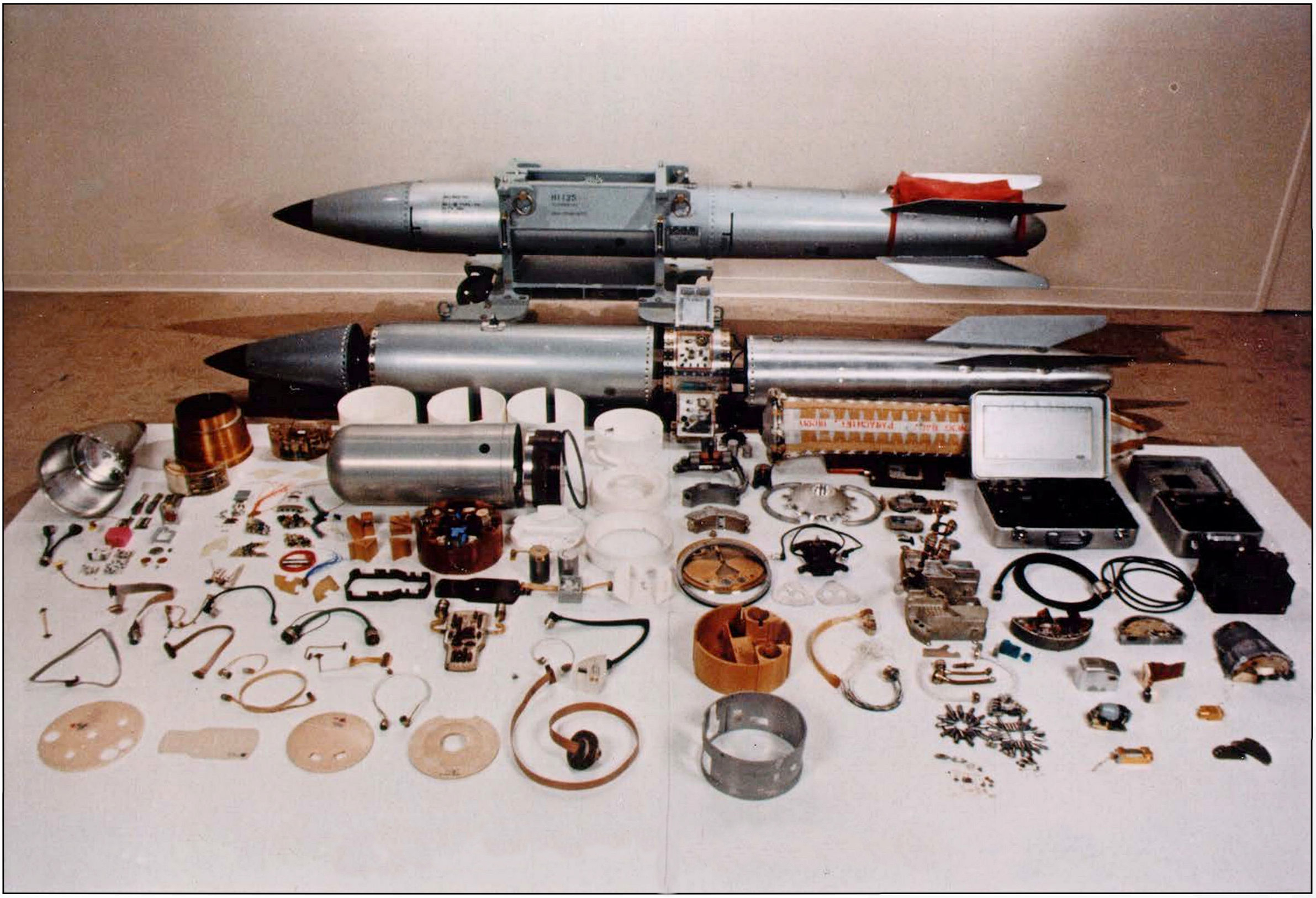
Die B61-Atombombe besteht aus 5919 Einzelteilen, darunter zahlreiche PAL-Komponenten

Das System reagiert nur auf eine sehr spezifische elektrische Spannung. Erzeugt wird diese durch einen speziellen Signalgenerator (engl. unique signal generator), der sich außerhalb der Waffe befindet. Er liefert eine exakt definierte Ausgangsleistung, so dass vorgetäuschte Signale, Störgeräusche oder Interferenzen keine Scharfschaltung bewirken können. Dank der Computertechnik gibt es inzwischen neue Ansätze, die das komplexe analoge Signal durch digitale Kommunikation samt Codes ersetzen.

### Merkmals- und Parametererkennung
Eine weitere Absicherung sind die Environmental Sensing Devices (ESD). Sie ermitteln durch Sensoren die Umgebungseigenschaften, die für diese Waffe erwartet werden. In einer Rakete wäre ein nuklearer Sprengkopf beispielsweise zuerst einer starken Beschleunigung ausgesetzt, und anschließend einer Phase des freien Falls. Das ESD ermittelt die äußeren Einflüsse wie Beschleunigungskurve, Temperatur und Druck und schaltet die Waffe nur dann scharf, wenn diese externen Effekte in der richtigen Reihenfolge auftreten und sich innerhalb spezifischer Parameter bewegen. Sollte es also beispielsweise unautorisierten Personen gelingen, einen Sprengkopf zu entwenden, könnten sie ihn nicht zünden, solange die Startrampe nicht mit entwendet wird. Abgesehen davon würden selbst dann noch die entsprechenden PAL-Codes fehlen.

### Absichtliche Fehlzündung

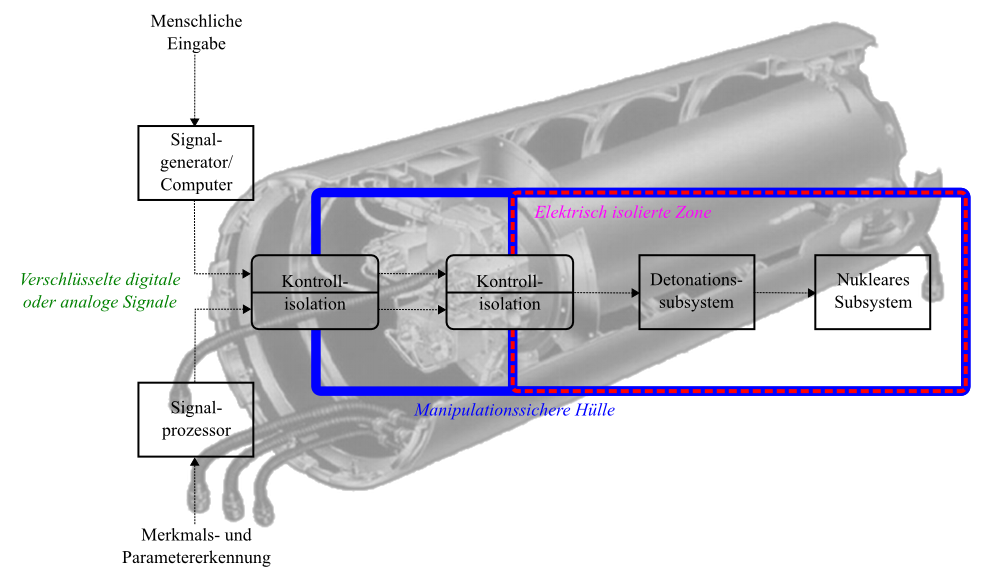
Schematische Darstellung von Sicherheitsmechanismen an einem Nuklearsprengkopf

Die konventionellen Sprengstoffe, die zum Starten der Kettenreaktion benötigt werden, sind in Menge und Anordnung genau auf die Eigenschaften des Spaltmaterials im Kern abgestimmt. Wenn die Detonation nicht exakt wie vorgesehen eintritt, etwa durch eine Fehlzündung, kommt es normalerweise nicht zu einer Kernreaktion – die Detonation wird nicht größer, als sie der Menge des chemischen Sprengstoffes entspricht. Mit Hilfe von Simulationsrechnungen hat man abgeschätzt, wie groß die Wahrscheinlichkeit ist, dass es dennoch zu einer Kernreaktion kommt. Bei einer Fehlzündung des konventionellen Sprengstoffes liegt diese etwa bei 10−6. Die Wahrscheinlichkeit, dass es durch eine Funktionsstörung von Bauteilen zu einer vollständigen Kernwaffenexplosion kommt, beträgt unter normalen Bedingungen etwa 10−9 und unter außergewöhnlichen Bedingungen, wie z. B. einem Flugzeugabsturz, etwa 10−6.
Des Weiteren gibt es eine Anzahl an gewaltsamen und gewaltfreien Mechanismen, die den Sprengkopf bei Manipulationsversuchen entweder zerstören oder irreparabel unschädlich machen. Letzteres wäre z. B. durch eine kleine Hohlladung möglich, die die Symmetrie des Plutonium-Kerns zerstört. Dieser wäre somit nicht länger zur Spaltung fähig, bis er wieder maschinell bearbeitet würde.

### Weitere Sicherheitsmaßnahmen
In allen modernen Kernwaffen sind eine Reihe weiterer Sicherheitsmaßnahmen integriert:
Fire resistant pits (FRP)
Sie verhindern, dass im Falle eines Feuers geschmolzenes Plutonium ausläuft. Es bleibt dabei in seiner Beryllium-Hülle, die einen sehr hohen Schmelzpunkt aufweist. Außerdem werden weitere wärmedämmende Komponenten verbaut, um den Einfluss von Hitze so gering wie möglich zu halten.
Insensitive high explosives (IHE)
Sie nutzen den Sprengstoff TATB, dessen Beständigkeit gegen Stoß- und Hitzeeinwirkung größer ist als die eines jeden anderen bekannten Materials mit vergleichbarer Energiedichte. TATB wird selbst durch den Aufschlag bei Flugzeugabstürzen, Feuer, Explosionen oder den Einschlag von Geschossen aus Handfeuerwaffen nicht zur Explosion gebracht.
Limited-try feature
Die Waffe wird deaktiviert, sobald ein Code mehrfach falsch eingegeben wird. Dadurch lässt sich ein wildes Ausprobieren an Codes durch die Versuch-und-Irrtum-Methode (engl. trial and error) verhindern. Im Falle einer Sperrung muss die Waffe anschließend zur Wartung in eine Werkstatt, um wieder funktionstüchtig gemacht zu werden.

## PAL-Klassifizierungen
Über die Jahre hinweg waren verschiedene PAL-Typen im Einsatz, wie die folgende Tabelle darstellt. Auffallend ist, dass im Laufe der Entwicklung eine Kategorie übersprungen wurde.

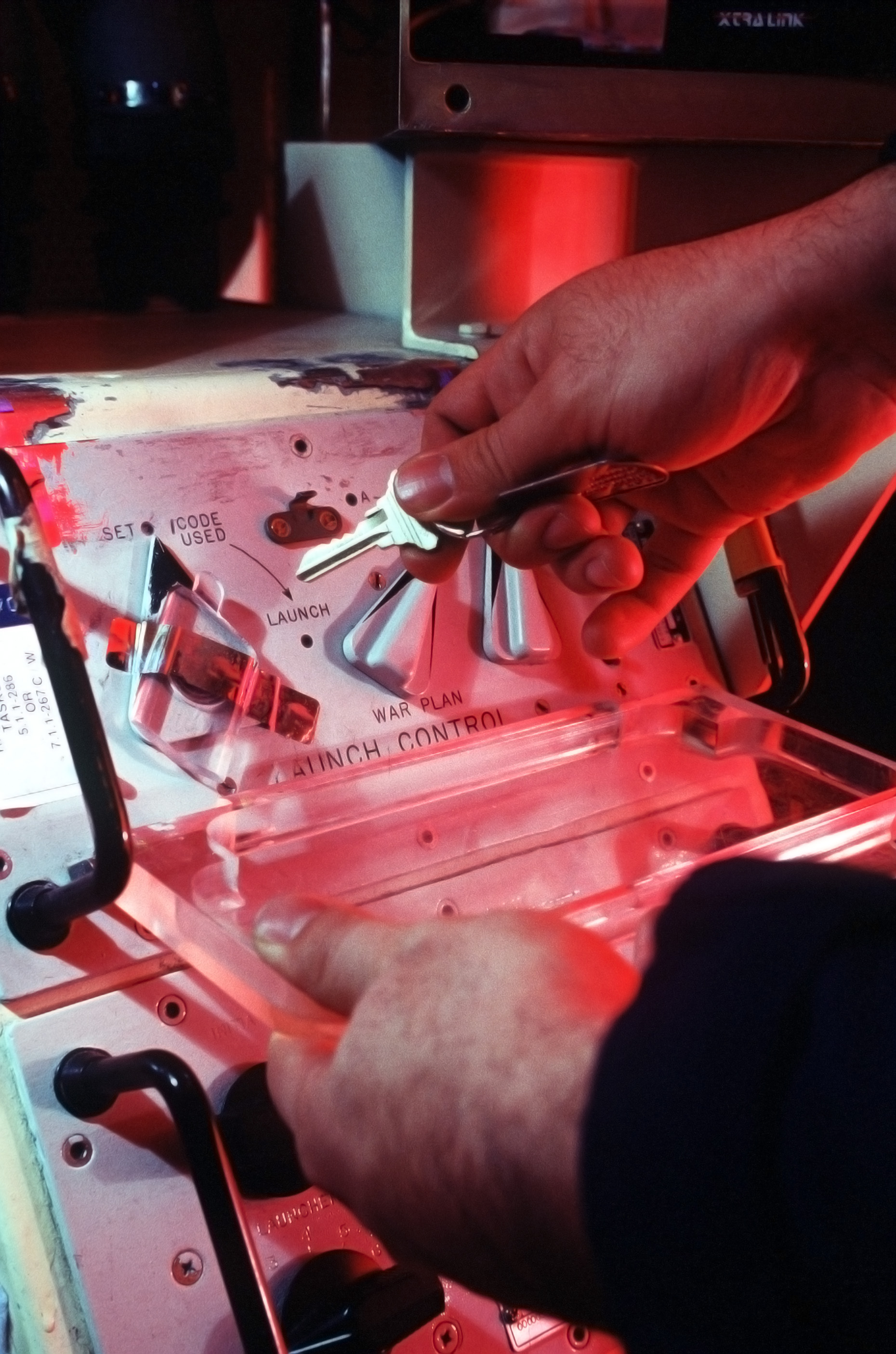
Simulation eines Peacekeeper-Raketenstarts

| Typ | Ziffern | Beschreibung |
| --- | ------- | --- |
| –   | 3–4     | Mechanische Zahlenschlösser waren die ersten PALs überhaupt und hatten drei Stellen. Spätere Versionen waren vierstellig, um das Wissen aufzuteilen: Zwei Personen hatten nun je eine Hälfte des Schlüssels.                            |
| A   | 4       | Kategorie-A-PALs waren elektromechanische Schalter und für Raketen entwickelt worden. Um den vierstelligen Code einzugeben, musste zuvor ein tragbares elektronisches Gerät in die Waffe eingesteckt werden.                            |
| B   | 4       | Kategorie-B-PALs funktionierten vom Prinzip her wie die der Kategorie A, verwendeten jedoch weniger Drähte. Dies machte eine Drahtfernsteuerung von Cockpits aus möglich, weshalb die B-Baureihe für Bomben verwendet wurde.            |
| C   | 6       | PALs der Kategorie C waren auf sechs Ziffern erweitert und enthielten durchgängig eine Funktion, die die Code-Eingabe auf wenige Versuche limitierte. Versuchsweise wurde dies schon bei den letzten Modellen der Kategorie B getestet. |
| D   | 6       | Ein Permissive Action Link der Kategorie D erkennt verschiedene Codes, wie etwa zum Deaktivieren der Waffe oder für Übungszwecke. Eine Reihe von Sicherheitsfunktionen, wie etwa die der Selbstbeschädigung, sind hinzugekommen.        |
| F   | 12      | Kategorie F ist Kategorie D ähnlich, akzeptiert jedoch zwölfstellige Codes. Außerdem können diese PALs die Detonationsstärke regeln (auch als dial-a-yield bezeichnet) und verfügen über eine Fernabschaltung.                          |

## PALs in anderen Staaten
Durch die steigende Anzahl an Atommächten und deren Waffenbeständen gab es in den USA immer wieder Sicherheitsbedenken. So wurde seit den 1960er-Jahren mehrmals in Erwägung gezogen, Teile der PAL-Technologie anderen Staaten zur Verfügung zu stellen. Diesen Schritt betrachteten die USA als notwendig: Die Verhinderung eines Nuklearkriegs war nur halb so effektiv, wenn man lediglich einem versehentlichen Erstschlag seitens der Vereinigten Staaten vorbeugte, während alle anderen Atommächte über keine derartige Sicherheitstechnologie verfügten.
So gehörte Frankreich in den frühen 1970er-Jahren zu den ersten Ländern, die von den USA Hilfe bei entscheidenden Punkten der nuklearen Sicherheit erhielten. Dabei stellte sich jedoch der Atomwaffensperrvertrag (NVV) als Hindernis heraus. Neben der weiteren Aufrüstung und Verbreitung von Atomwaffen verbot er zugleich auch eine Zusammenarbeit zwischen Staaten in der nuklearen Waffentechnologie. Um dieses Problem rechtlich zu umgehen, wurde ein Trick angewendet: Das System der „negativen Anleitung“ (engl. negative guidance). Dabei ließ man den US-amerikanischen Wissenschaftlern regelmäßig eine Beschreibung der französischen Fortschritte in der Sprengkopftechnologie zukommen, während diese in beratender Funktion den Franzosen Hilfestellung gaben, ob sie mit ihren Lösungsansätzen auf dem richtigen Weg waren oder nicht.
Trotz oder gerade wegen des Kalten Krieges boten die USA 1971 auch der Sowjetunion die PAL-Technologie an. Diese schlug das Angebot jedoch aus und vertraute lieber auf „Personen, die von Personen beaufsichtigt werden, die von Personen beaufsichtigt werden“. Dabei verließen sich die Sowjets auf eine dreifache Kontrolle durch das Militär, den KGB sowie Politoffiziere. Nach dem Zusammenbruch der UdSSR fand schließlich ein Austausch mit dem Rechtsnachfolger Russland statt, das die nuklearen Waffenbestände übernommen hatte, um deren Sicherheit die Vereinigten Staaten zur damaligen Zeit sehr besorgt waren.
In den frühen 1990er-Jahren bat die Volksrepublik China von sich aus um Informationen zu den Permissive Action Links. Die Clinton-Regierung befürchtete jedoch, dass die Weitergabe der Technologie zu viel über den amerikanischen Waffenbau preisgeben und die chinesischen Sprengköpfe in vielfacher Hinsicht verbessern würde, und verweigerte sich der Anfrage.
Nach den Anschlägen des 11. September 2001 debattierte die Bush-Regierung darüber, ob sie Pakistan die PAL-Technologie zugänglich machen sollte. Am Ende entschied sie sich aufgrund rechtlicher Einschränkungen dagegen. Darüber hinaus waren die Pakistaner misstrauisch, dass amerikanische Technologie in ihren Sprengköpfen versteckte „kill switches“ (Deaktivierungsschalter) beinhalten könnte, die es den Amerikanern ermögliche, die Waffen auszuschalten.

Atommächte im Atomwaffensperrvertrag (China, Frankreich, Russland, UK, USA)
Atommächte außerhalb des Atomwaffensperrvertrags (Indien, Nordkorea, Pakistan)
unerklärte Atommächte außerhalb des Atomwaffensperrvertrags (Israel)
Mitgliedsstaaten der Nuklearen Teilhabe
Ehemalige Atommächte

Viele Experten auf dem Gebiet der Nukleartechnologie in der Regierung befürworteten die Herausgabe des PAL-Systems, weil sie Pakistans Waffenarsenal als das weltweit gefährdetste gegenüber Missbrauch durch Terroristengruppen betrachteten. Andere Regierungsmitglieder hatten hingegen dieselben Bedenken, die schon die Clinton-Regierung davon abhielten, die Technologie mit China zu teilen. Des Weiteren zählte Pakistan damals zusammen mit Indien und Israel zu den einzigen drei Staaten, die den Atomwaffensperrvertrag nicht unterzeichnet hatten.

“Whether it’s India or Pakistan or China or Iran, the most important thing is that you want to make sure there is no unauthorized use. You want to make sure that the guys who have their hands on the weapons can’t use them without proper authorization.”

„Ob es nun Indien oder Pakistan oder China oder der Iran ist, die wichtigste Sache ist, dass du sicherstellen willst, dass es keinen unautorisierten Einsatz [von Atomwaffen] gibt. Du willst sicherstellen, dass die Typen, die ihre Hände an den Waffen haben, sie ohne ordnungsgemäße Genehmigung nicht nutzen können.“

Im November 2007 wurde bekannt, dass die USA seit 2001 über 100 Mio. Dollar in ein geheimes Programm investiert hatten, um pakistanische Atomwaffen sicherer zu machen. Dies beinhaltete jedoch anscheinend nicht die PAL-Technologie selber, sondern umfasste stattdessen das Training von pakistanischem Personal in den Vereinigten Staaten und die Überlassung großer Mengen an Ausrüstung wie Hubschrauber, Nachtsichtgeräte und Nukleardetektoren, um Kernmaterial, Sprengköpfe und die Laboratorien zu schützen.
Im selben Jahr gab die britische Regierung zu, dass ihre Nuklearwaffen bis Ende der 1990er-Jahre nicht mit Permissive Action Links ausgestattet waren, sondern mittels eines einfachen Zylinderschlosses scharfgeschaltet werden konnten.

## PALs in der Populärkultur
Mit der Zeit sind PALs und PAL-ähnliche Systeme auch in zahlreichen Publikationen der Unterhaltungsindustrie dargestellt worden, meist jedoch ohne namentliche Erwähnung. Beispiele hierfür finden sich etwa in Filmen wie Straße der Verdammnis (1977), WarGames – Kriegsspiele (1983), Crimson Tide (1995) oder Der Anschlag (2002), dem Videospiel Metal Gear Solid (1998) oder der Fernsehserie 24 (vierte Staffel).